# Grübchenschnecken
Die Grübchenschnecken (Lacuninae) sind eine Unterfamilie von Schnecken, die ausschließlich im Meer beheimatet sind.

## Merkmale und Lebensweise
Der Lebensraum der Grübchenschnecken ist die Algenzone des Nordatlantiks sowie der Nord- und Ostsee. Die Arten sind von der Strandlinie bis in eine Tiefe von 20 m zu finden. Sie besitzen ein gewundenes Gehäuse. Manche Arten weisen einen Geschlechtsdimorphismus auf, der sich äußerlich in einer beachtlichen Größendifferenz zwischen den Weibchen und den in diesen Fällen nur halb so großen Männchen ausdrückt.
Aus den in ringförmigen Gelegen abgelegten Eiern schlüpfen Veligerlarven, die zum Plankton des Meeres zählen und von den Meeresströmungen verbreitet werden.
Die Gebänderte Grübchenschnecke (Lacuna vincta, Montagu 1803), die Flache Grübchenschnecke (Lacuna pallidula, Da Costa 1778), und die Kleine Grübchenschnecke (Lacuna parva, Da Costa 1778), sind auch in der Nord- und Ostsee heimisch.

## Systematik
Die Grübchenschnecken wurden von Theodore Nicholas Gill 1871 als Familie Lacunidae aufgestellt und dann lange Zeit als eigene Familie geführt, zählen aber nach der Systematik von Bouchet und Rocroi von 2005 als Unterfamilie Lacuninae zu den Strandschnecken (Littorinidae). Johannes Thiele stellte die Grübchenschnecken zu den Mesogastropoden (Mittelschnecken), einer Ordnung der Vorderkiemerschnecken (Prosobranchia). Aktuell zählen sie zu der von Ponder und Lindberg 1997 aufgestellten Ordnung Sorbeoconcha.
Nach Bouchet und Rocroi zählen zu den Lacuninae fünf Gattungen:
- Bembicium Philippi, 1846
- Cremnoconchus Blanford, 1869
- Lacuna Turton, 1827 – Synonym: Aquilonaria Dall, 1886
- Pellilitorina Pfeffer in Martens & Pfeffer, 1886
- Risellopsis Kesteven, 1902